# Svallmyrberget
Svallmyrberget är ett naturreservat i Luleå kommun i Norrbottens län.
Området är naturskyddat sedan 2007 och är 1,1 kvadratkilometer stort. Reservatet omfattar norrsluttningar söder om Luleälven som sträcker sig till Stor-Antnästräsket. Reservatet består mest av gammal gran- och barrblandskog, med partier av tallskog och blandskog av gran och björk.